# Rapid Action Battalion
Rapid Action Battalion, eller RAB, är en brott- och terroristbekämpande elitstyrka i Bangladesh. 

## Organisation

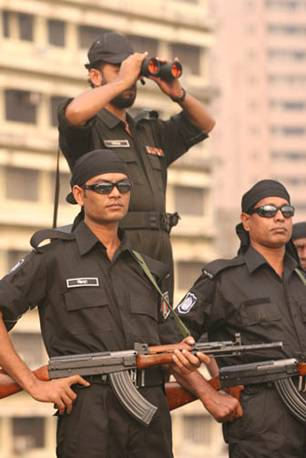
RAB medlemmar

Styrkan består av medlemmar från den Bangladeshiska armén, flottan, flygvapnet och polisen. Den grundades 26 mars 2004 och verksamheten sattes igång den 14 april samma år. Sedan starten har RAB beslagtagit totalt 3149 illegala vapen och mer än 36000 samlingar med ammunition. De har också gjort en hel del anmärkningsvärda gripanden. 

## Utrustning
RAB-medlemmar är bättre utrustade och övande än andra brottsbekämpare i Bangladesh. Följande vapen används vanligtvis av RAB:
- AK-47
- AK-56
- Heckler & Koch MP5K
- Uzi
- SIG P226
- Colt M1911
- Dragunov Sniper Rifle
- Remington 870 hagelgevär
- RPG-7

## Grader

Grader och gradbeteckningar i RAB, med motsvarande grader i krigsmakten och polisen.

## Anmärkningsvärda gripanden
| Namn                 | Anklagelse                                         | Gripande                                           | Källa |
| -------------------- | -------------------------------------------------- | -------------------------------------------------- | ----- |
| Mufti Hannan         | Lönmordsförsök av Sheikh Hasina                    | 1 oktober 2005                                     |       |
| Pichchi Hannan       | Terrorism                                          | 26 juni 2004, dödades senare vid rymningsförsök    |       |
| Debashis             | Medbrottsling till Pichchi Hannan                  | Dödad i skottlossning, 24 juni 2004                |       |
| Mollah Shamim        | 10 olika fall, inklusive tre mord                  | Dödad i skottlossning, 6 september 2004            |       |
| Shahabuddin          | Utpressning                                        | Dödad 26 oktober 2004                              |       |
| Syed Monir Hossain   | Flera kriminella gärningar, inklusive två mord     | Dödad vid skottlossning, 11 mars 2005              |       |
| Shahjahan            | Fem anklagelse, bland annat mord, våldtäkt och rån | Dödad vid skottlossning, 12 januari 2005           |       |
| Sumon Ahmed Majumder | Utpressning                                        |                                                    |       |
| Ekramul Haque        | "Islamisk militär"                                 | December 2005                                      |       |
| Hasibul              | 16 fall inklusive 12 mord                          | 26 januari 2005, dödades senare vid rymningsförsök |       |